# ACARS

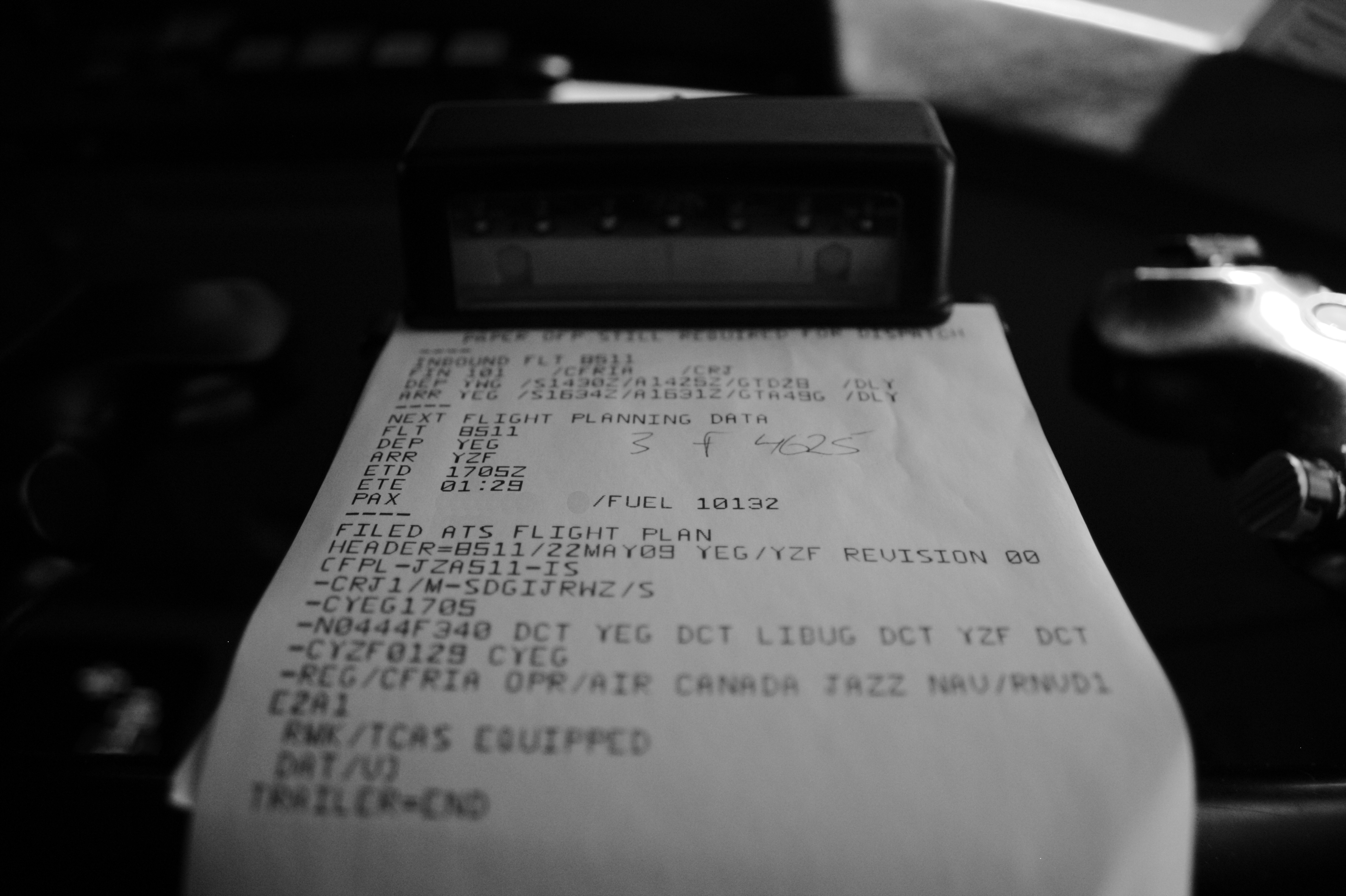
Ejemplo de mensaje ACARS

Aircraft Communication Addressing and Reporting System o ACARS es un sistema de comunicaciones codificadas (según la norma ARINC) entre una aeronave y una estación terrestre.
Es un sistema de comunicación y de vigilancia por radio utilizada en aviación por las aerolíneas. Permite el control automático del estado del avión en vuelo, enviado hacia el centro de mantenimiento de la aerolínea propietaria del avión, pero también el encaminamiento de comunicaciones operativas y logísticas. Así el servicio de mantenimiento sabe bien antes de la llegada del avión su estado, sus averías eventuales y por consiguiente, las intervenciones a efectuar.
Las frecuencias en VHF y HF, bandas base de ACARS desplegadas en la década de los 70', son apoyadas ahora por las conexiones por satélites (SATCOM) en las zonas oceánicas.

## Historia
Las comunicaciones entre avión (o aeronave) y el suelo fueron primeramente realizadas en HF después en VHF utilizando primero el código Morse y después la voz. Las informaciones eran transmitidas por un tripulante (el operador de radio) dedicado a esta función.  Para reducir la carga laboral al aumentar la cantidad de datos transmitidos, entró en servicio en julio de 1978 el sistema ACARS; su uso se difundió durante los años 80. Los desarrollos ulteriores han permitido incluir en las aeronaves, equipamientos de bus informático y de sistemas de gestión del vuelo.

## Descripción y funcionalidades
La sigla ACARS designa el sistema completo que incluye los equipos y las infraestructuras de a bordo, los equipos en tierra y el proveedor de servicio.
Los equipamientos de a bordo son terminales conectados a un router que transmite los mensajes hacia tierra. En tierra, una cobertura de emisores receptores gestionados por un computador central dirige los mensajes hacia el destinatario final como los organismos de control aéreo, las aerolíneas o, en el caso de la aviación general, hacia un proveedor de servicio.
Los mensajes transmitidos implican:
- la gestión del tráfico aéreo, esencialmente los espacios libres;
- la gestión de las operaciones de la aerolínea;
- el control de las operaciones de la aerolínea.

Esta última función incluye los mensajes enviados automáticamente por el ACARS capaz de detectar la salida del avión, el despegue, el aterrizaje y la parada. Gracias a una interfaz con el sistema de gestión del vuelo, el ACARS puede recibir mensajes actualizados de las condiciones meteorológicas a lo largo del recorrido previsto por el plan de vuelo. Puede enviar mensajes sobre el estado de los equipos de a bordo y permite prever las intervenciones de mantenimiento necesarias. Si el ACARS no emite mensajes durante un tiempo dado, el sistema de tierra puede emitir un "ping" de interrogación que activa una respuesta automática. Finalmente, el sistema permite emitir mensajes manuales hacia la cabina de la aeronave y de recibir las respuestas sobre una impresora.

## Banda VHF ACARS
| Frecuencias | Utilizaciones                           |
| ----------- | --------------------------------------- |
| 129,125 MHz | Frecuencia secundaria América del Norte |
| 130,025 MHz | Frecuencia secundaria América del Norte |
| 130,425 MHz | Frecuencia secundaria Estados Unidos    |
| 130,450 MHz | Frecuencia secundaria América del Norte |
| 131,125 MHz | Frecuencia secundaria Estados Unidos    |
| 131,450 MHz | Frecuencia primaria Japón               |
| 131,525 MHz | Frecuencia secundaria Europa            |
| 131,550 MHz | Frecuencia principal mundial            |
| 131,725 MHz | Frecuencia primaria Europa              |
| 131,850 MHz | Frecuencia europea                      |
| 136.500 MHz | Frecuencia Sud América                  |
| 136.600 MHz | Frecuencia Sud América                  |
| 136,700 MHz | Frecuencia secundaria Estados Unidos    |
| 136,750 MHz | Frecuencia secundaria Estados Unidos    |
| 136,800 MHz | Frecuencia secundaria Estados Unidos    |
| 136,850 MHz | Frecuencia SITA América del Norte       |
| 136.900 MHz | Frecuencia secundaria Sud América       |

## Rol del ACARS en caso de accidentes
Como consecuencia del accidente del vuelo 447 de Air France en 2009 hubo proposiciones de modificación de la ACARS para incluir una funcionalidad de "caja negra on-line" para evitar la pérdida de datos en los siniestros aéreos. Por el momento no se ha producido ningún adelanto de forma efectiva.
En marzo de 2014, los mensajes ACARS y el análisis Doppler de las señales de comunicación jugaron un rol significativo en la localización de la zona potencial de desaparición del vuelo 370 de Malaysia Airlines.